# インダーロック駅
インダーロック駅（インダーロックえき、英語 Inderlok。ヒンディー語 इंदरलोक）は、インドデリーにあるデリー・メトロの駅である。
この駅は、レッドラインとグリーンラインとの乗換駅である。また、マンドゥカ駅へ至るグリーンラインのターミナル駅でもある。

## 駅周辺
当駅の店舗には、以下の販売店、およびパンジャブ国立銀行のATMがある。
- Comesum
- マクドナルド
- Raymond
- Doeacc Society
- Big Bazaar
- Rachna Cafe
- Hot 'n' chilli

| スタブアイコン | サブスタブ | この項目は、まだ閲覧者の調べものの参照としては役立たない、鉄道に関連した書きかけの項目です。この項目を加筆・訂正などしてくださる協力者を求めています（P:鉄道/PJ:鉄道）。 |